# 森田淳悟
森田 淳悟（もりた じゅんご、1947年8月9日 - ）は、日本の元バレーボール選手、元全日本代表・指導者。日本大学鶴ヶ丘高等学校、日本体育大学卒業。
現在は日本体育大学体育学科教授、NPO法人日本オリンピアンズ協会理事。前・公益財団法人日本バレーボール協会強化事業本部本部長。

## 来歴
北海道北見市出身。中学時代は野球部で、2年の時に陸上部を作ってハイジャンプもしていた。日本大学鶴ヶ丘高等学校入学後に長身を見込まれてバレーボールをはじめる。恩師の原田先生の出身校でもある日本体育大学へ進学。入学した1966年に世界選手権で全日本デビュー。ミスターバレーボールと云われている。1968年メキシコ五輪で銀メダルを獲得。
大学卒業後の1970年に日本リーグの日本鋼管（当時）に入社。日本リーグでは最高殊勲選手1回、敢闘賞4回などを受賞した。
1972年のミュンヘン五輪で金メダルを獲得。横田忠義、大古誠司とともに全日本ビッグスリーと呼ばれ、相手の攻撃コースを読んだ緻密なブロックはフジヤマブロックと呼ばれた。森田のドライブサーブは世界一の速さと言われ、強烈なドライブサーブで相手のレシーブを崩した。ミュンヘンオリンピック後、全日本を離れたが、1977年に日本で行われたワールドカップで復帰。日本を銀メダルに導いた。
一人時間差をはじめとする自ら考案した多彩な攻撃は、日本バレー史に名を刻み、2003年にはバレーボール殿堂入りを果たした。
現役引退後の1981年からは、母校の日本体育大学バレーボール部コーチに就任し、後に監督となって、2007年から2008年にかけて全日本インカレ2連覇に導いた。2009年12月の全日本インカレをもって監督を勇退。

## 球歴
- 全日本代表としての主な国際大会出場歴
  - オリンピック - 1968年、1972年
  - 世界選手権 - 1966年、1970年、1978年
  - ワールドカップ - 1969年、1977年

## 受賞歴
- 1970年 - 第4回日本リーグ ブロック賞、サーブ賞、ベスト6
- 1971年 - 第5回日本リーグ 敢闘賞、ブロック賞、サーブ賞、ベスト6
- 1972年 - 第6回日本リーグ ベスト6
- 1973年 - 第7回日本リーグ サーブ賞、ベスト6
- 1974年 - 第8回日本リーグ 敢闘賞、ブロック賞、ベスト6
- 1975年 - 第9回日本リーグ 敢闘賞、ベスト6
- 1976年 - 第10回日本リーグ 敢闘賞、ベスト6
- 1977年 - 第11回日本リーグ 最高殊勲選手賞、ベスト6
- 1978年 - 第12回日本リーグ ベスト6
- 2007年 - Vリーグ栄誉賞（優勝貢献、個人記録）

## 所属チーム
- 日本大学鶴ヶ丘高等学校
- 日本体育大学
- 日本鋼管（1970-1980年）

## 著書
- ミスターバレーボール 森田淳悟物語 ISBN 4794707398 叢文社 (2015/5/1)